# 物類品隲

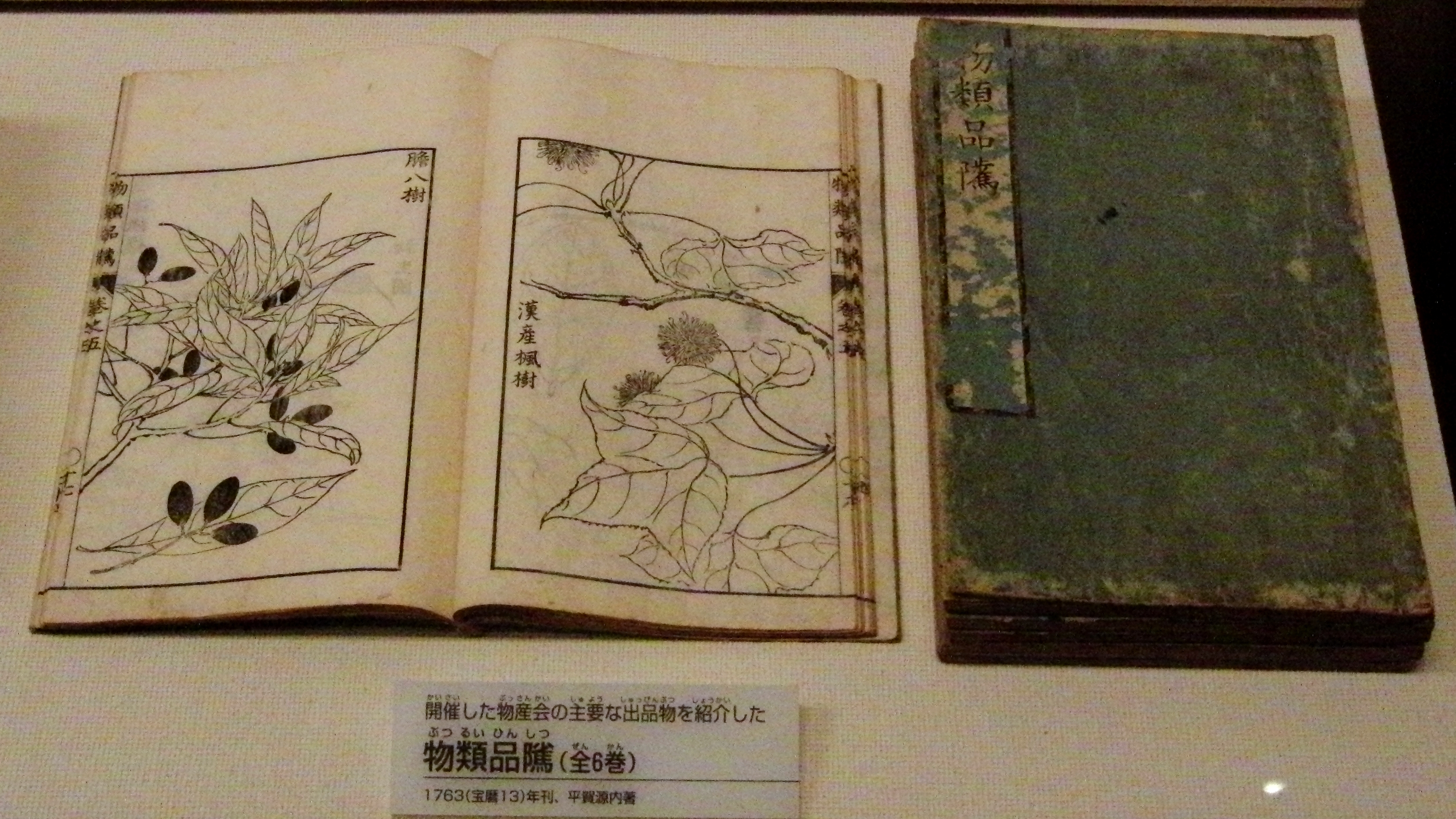
国立科学博物館の展示

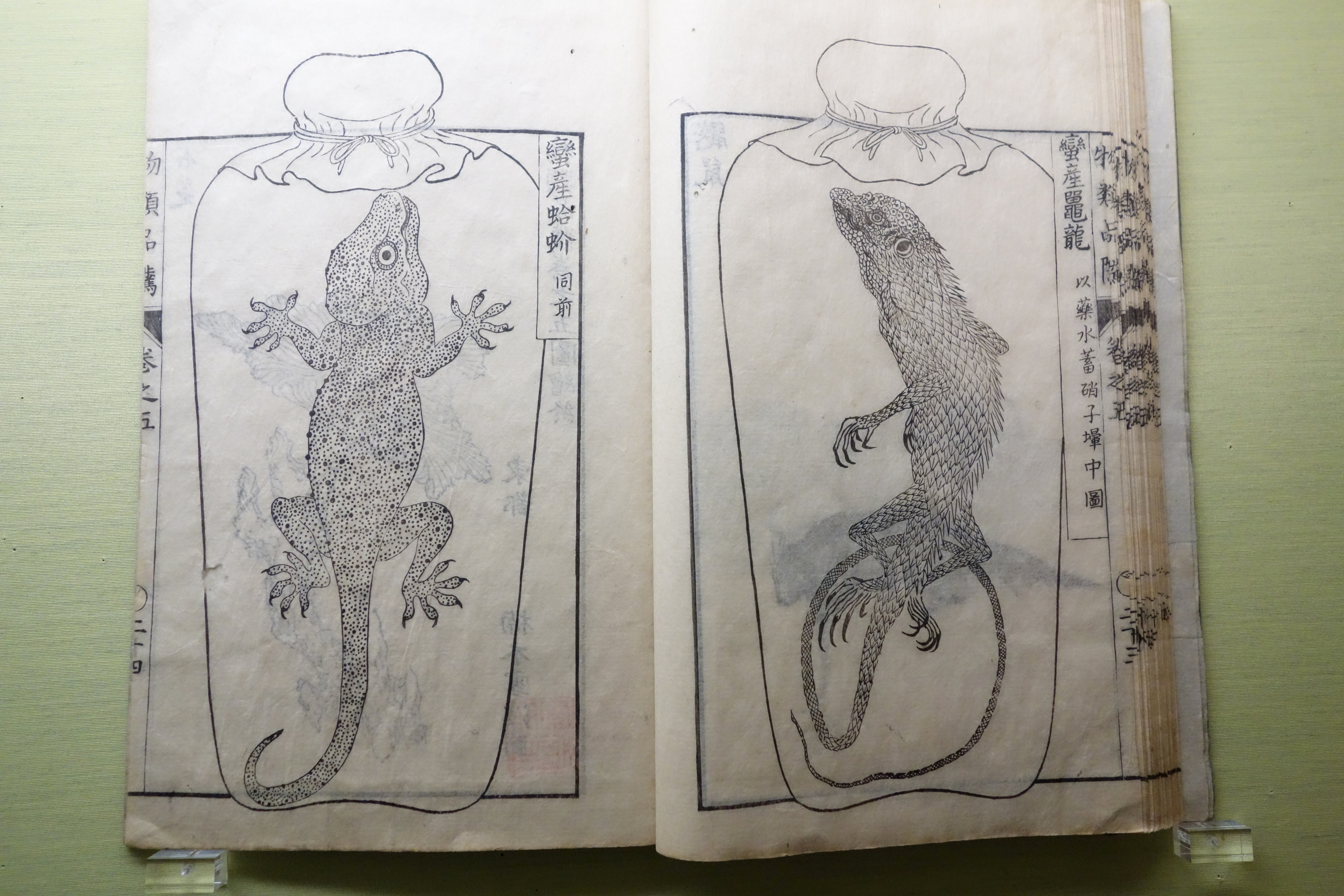
「蛮産蛤蚧」（左）と「蛮産鼉龍」（右）
----田村藍水が長崎で入手した珍品。舶来品のトッケイヤモリとイグアナ（またはカロテストカゲ）の液浸標本と推定されるが、源内はカイマンやクロコダイルと混同している。

『物類品隲』（ぶつるいひんしつ、異体字: 物類品騭）は、平賀源内の本草学・物産学分野の著作。源内が開催した物産会の出品物を解説した書物。江戸時代中期、1763年（宝暦13年）刊。

## 内容
本文4巻・図絵1巻・附録1巻の計6巻からなる。
序跋が田村藍水（源内の師）・後藤梨春・久保泰享から寄せられている。南蘋派画家の宋紫石（楠本雪渓）が図絵、中川淳庵らが校閲を担当している。
源内や藍水が江戸で開催した物産会「東都薬品会」の第1回（1757年）から第5回（1762年）までの出品物、約2000点のうち、約360点を精選して載せる。出品者は源内と藍水をはじめ、青木昆陽・杉田玄白・吉雄耕牛・細川重賢・渡辺吉賢・中島利兵衛らがいた。
出品物は多岐にわたり、ランビキで採れる「薔薇露」（紅毛語ローズワアトル）に始まり、源内の油絵『西洋婦人図』にも使われた顔料ベルリンブルー（ベレインブラーウ）や、のちの「源内焼」に繋がる陶土、その他、石鹸・古銭・木綿・蝦夷種附子・サフラン・サソリ・龍骨・スランガステーン・鼉龍・ジャコウネズミなどが載っている。
出品物を14種類（水部・土部・金部・玉部・石部・草部・穀部・菜部・果部・木部・蟲部・鱗部・介部・獣部）に分類して、異名・形状・効能・用法・産地などを記す。「品隲」という題名通り、出品物について「上・中・下」三品の品評も記す。本草学・物産学だけでなく蘭学・農学・園芸学・名物学・方言学などの要素も含む。
『本草綱目』の分類体系に基づきつつも、『本草綱目』の内容を積極的に批判している。古今東西の書籍を参照しており、宋応星『天工開物』、方以智『物理小識』、宮崎安貞『農業全書』、ドドネウス『草木誌』（『紅毛本草』）などを参照している。
第5巻は、本文中から珍品36点を選んで図示する。西洋の明暗法（キアロスクーロ）を木版画に用いるという試みもされている。
第6巻は、朝鮮人参と甘蔗（サトウキビ）の栽培法と製糖法を記す。これらは当時海外輸入に頼っていたため、国産化が画策されており、徳川吉宗の「享保の改革」の殖産興業政策においても重視されていた。源内は「国益」に資するため第6巻を記した。

## 出版・受容
須原屋市兵衛（『解体新書』の版元でもある）などが版元となり、江戸だけでなく上方でも出版された。
岡元鳳『毛詩品物図攷』（1784年）は『物類品隲』の鼉龍図を襲用している。

## 現代語訳など
- 松井年行『物類品騭の研究』美巧社、2020年。ISBN 978-4863871175。
- 『日本農書全集 第70巻 学者の農書 2』農山漁村文化協会、1996年。ISBN 9784540960154
- 『覆刻日本古典全集』現代思潮新社、1978年。ISBN 9784329005489。